# Гаммодокі

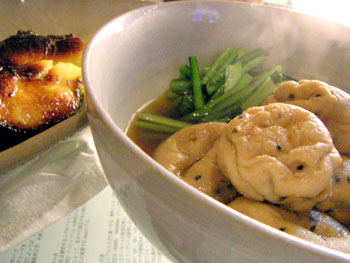
Гаммодокі

Гаммодокі (яп. がんもどき, 雁擬き) — традиційна японська страва, що є смаженим тофу з овочами, яєчним білком і кунжутом. Назва «гаммодокі» перекладається як «іммітація гуся», адже страва має схожий смак. Страву скорочено часто називають «гаммо», а у регіоні Кінкі також називають «хірюдзу» (яп.  飛竜頭).